# Избирательный участок

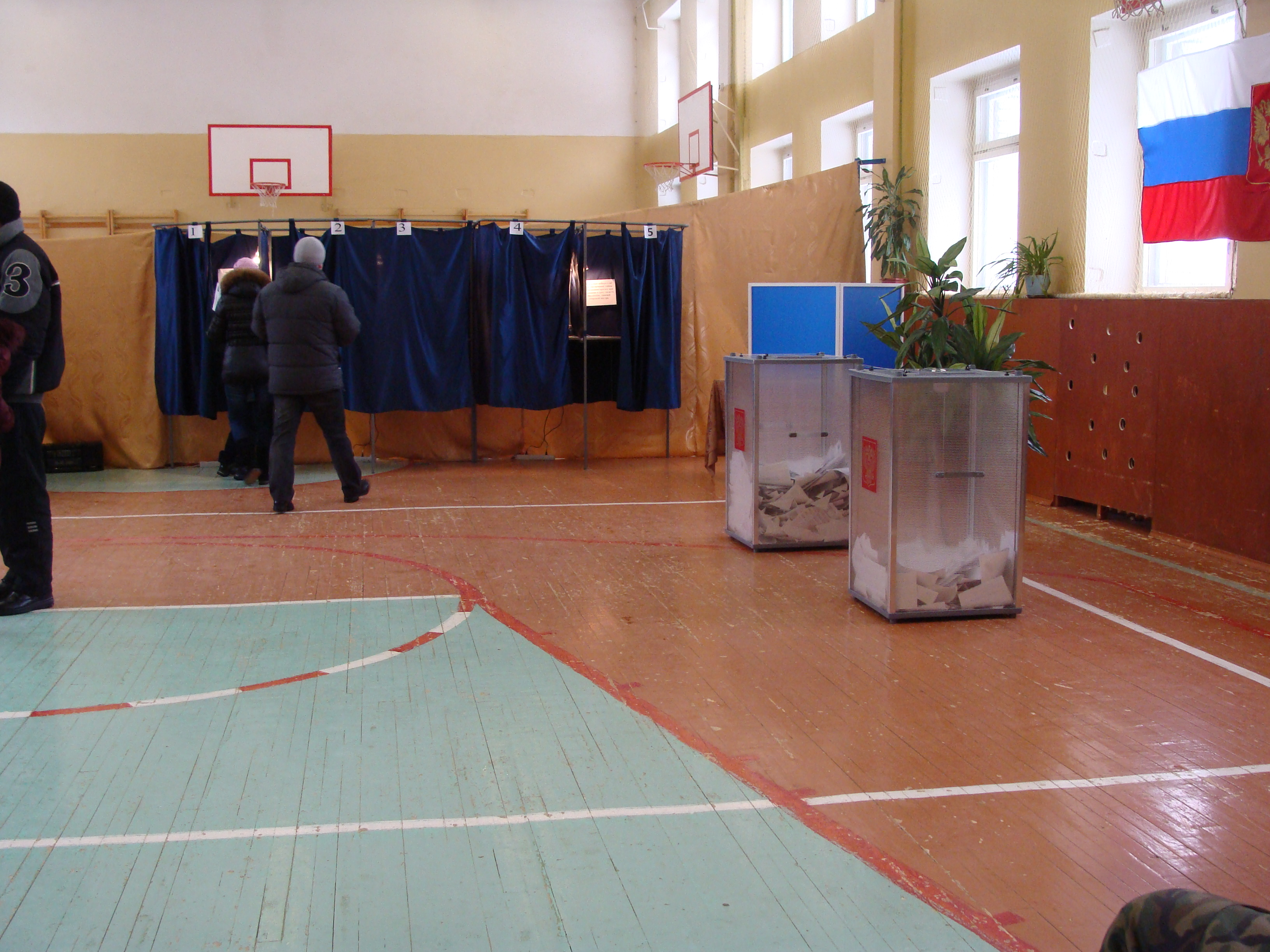
Избирательный участок (Архангельская область)

Избира́тельный уча́сток — территориальная единица, образуемая в период выборов и референдумов, для проведения голосования и подсчёта голосов.
На территории избирательных участков действуют участковые избирательные комиссии и составляются списки избирателей, обладающих активным избирательным правом на соответствующей территории.

## Образование избирательных участков
В соответствии с российским избирательным законодательством избирательные участки образуются главами местных администраций по согласованию с избирательными комиссиями не позднее чем за 45 дней до дня голосования, из расчёта не более чем 3000 избирателей на один участок, при этом границы избирательного участка не должны пересекать границы более крупной территориальной единицы — избирательного округа.  
В марте 2022 года в закон внесены изменения, по которым в городе федерального значения, административном центре (столице) субъекта Российской Федерации, городском округе с численностью избирателей свыше 500 000 по согласованию с избирательной комиссией соответствующего субъекта Российской Федерации и последующему согласованию с Центральной избирательной комиссией Российской Федерации допускается образование избирательных участков, с числом избирателей, участников референдума, превышающим три тысячи. 

### Особые случаи образования избирательных участков
Избирательное законодательство Российской федерации также допускает образование избирательных участков:
- за пределами территории России — руководителями дипломатических представительств и консульских учреждений;
- в местах временного пребывания избирателей, участников референдума (больницах, санаториях, домах отдыха, местах содержания под стражей подозреваемых и обвиняемых и других местах временного пребывания) — главой местной администрации по согласованию с вышестоящей комиссией;
- в труднодоступных и отдалённых местностях — вышестоящей комиссией по согласованию с руководителем расположенного там объекта;
- на судах, находящихся в день голосования в плавании — вышестоящей комиссией по согласованию с судовладельцем или капитаном судна;
- на полярных станциях — вышестоящей комиссией по согласованию с начальником полярной станции;
- в воинских частях — командирами воинских частей.
- цифровые избирательные участки[1].

Участки могут находиться за пределами региона выборов. Например для голосования студентов.